# Exploratiegeofysica
Exploratiegeofysica is de toegepaste tak van de geofysica, die natuurkundige methoden gebruikt om de eigenschappen en structuren in de ondergrond in kaart te brengen.
In de exploratiegeofysica worden praktische natuurkundige methoden ingezet, zoals seismiek, gravimetrie en elektrische of elektromagnetische methoden om, via remote sensing, anomalieën in de ondergrond op te sporen. Dergelijke onregelmatigheden wijzen op de aanwezigheid van delfstoffen als ertsen, olie of aardgas, die vervolgens worden gewonnen door de olie-industrie of de mijnbouw. Exploratiegeofysische methoden worden verder toegepast bij studies van de menselijke invloed op het milieu, in de civiele techniek en in de archeologie.
Exploratiegeofysica geldt als een wetenschappelijk vakgebied, met een aantal wetenschappelijke genootschappen voor exploratiegeofysica, waaronder de SEG.

## Technieken
Het in kaart brengen van de ondergrond kan door middel van verschillende technieken: 
- seismische methoden zoals reflectieseismiek, refractieseismiek en seismische tomografie.
- door magnetotelluriek
- bestudering van boorkernen
- elektromagnetische methoden
- bestudering van de voortplanting van radiogolven in de ondergrond, via ground-penetrating radar
- het meten van de elektrische resistentie van de ondergrond, door electrical resistivity tomography (ERT)
- in kaart brengen van het magnetisme in de ondergrond, door magnetometers of aeromagnetiek
- metingen van de schijnbare zwaartekracht of gravimetrie
- geodesie
- remote sensing